# Навережье (Псковская область)
Навережье — деревня в Дедовичском районе Псковской области России. Входит в состав Пожеревицкой волости.
Расположена на западе района, в 33 км к юго-западу от райцентра посёлка Дедовичи, у восточного побережья Навережского озера.

## Население
| 2001 | 2002 | 2010 |
| ---- | ---- | ---- |
| 151  | ↘127 | ↘84  |

Численность населения деревни по оценке на начало 2001 года составляла 151 житель.

## История
До 1 января 2011 года деревня была в составе ныне упразднённой Навережской волости Дедовичского района в качестве её административного центра.

## Достопримечательности
В селе располагается Богоявленский мужской монастырь РПЦЗ (Агафангела).